# Burvagn

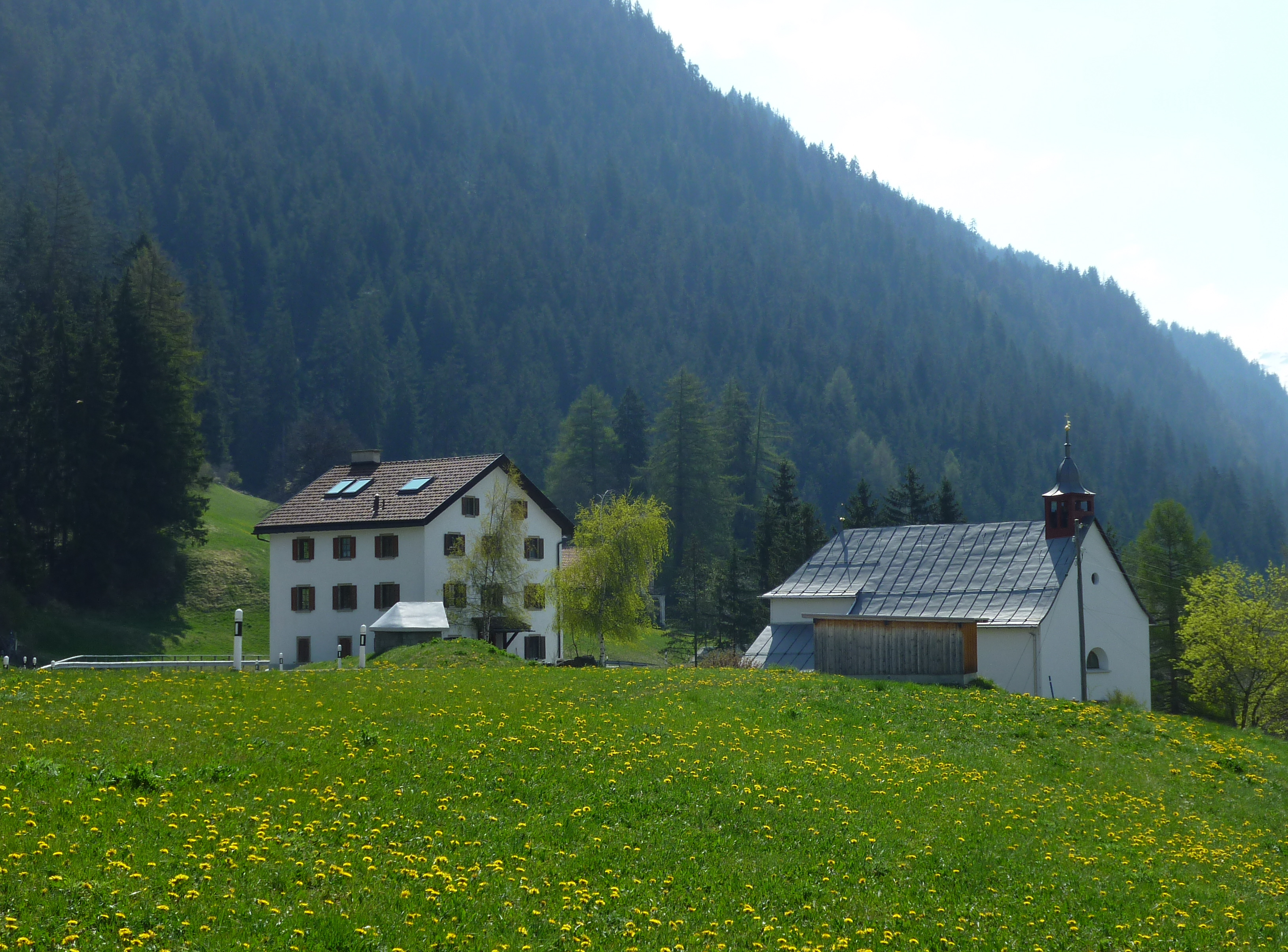
Burvagn

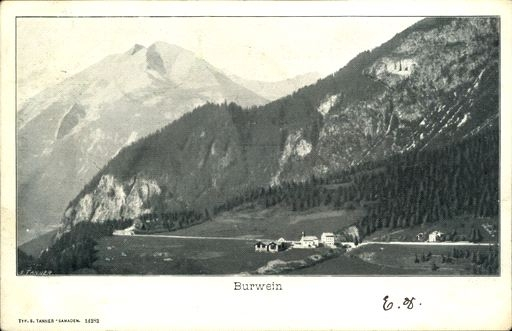
Burvagn am Eingang zum Oberhalbstein auf einer alten Ansichtskarte von 1902

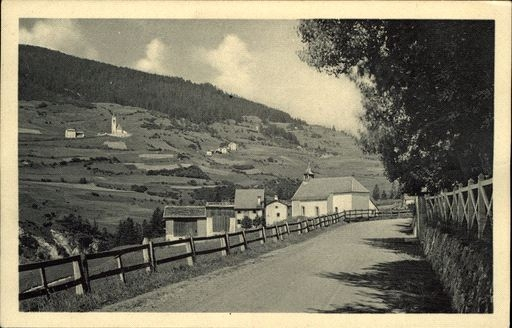
Durchfahrtsstrasse im Jahre 1927, mit Blick auf die Valentinskapelle

Burvagn (rätoromanischer Name im Idiom Surmiran, deutsch veraltet Burwein) ist eine Fraktion der Gemeinde Surses im Oberhalbstein. Sie liegt bei Cunter auf 1182 m. ü. M. und ist die erste Siedlung der Talschaft von Norden her.
Ersturkundlich wird der Weiler 1375 als Prauwein erwähnt, 1452 als Bruweyn.

## Infrastruktur
Die ursprünglich landwirtschaftlich ausgerichtete Siedlung an der Strasse zum Julierpass besteht aus fünf Häusern, die seit dem Jahr 2000 mehrheitlich als Ferienwohnungen genutzt werden. Zwei Einwohner leben ganzjährig in Burvagn.
Südlich des Ortes liegt in einem langgefassten Staubecken der Julia der Lai (= See) Burvagn.

## Geschichte
1786 fand der Fuhrmann Dosch in einem Acker einen Gold- und Silberschatz aus antik-römischer Zeit. Er bestand aus Armschmuck, Fibeln und einer Parfümdose, zudem aus gallischen und altrömischen Münzen. Dosch verkaufte den Schmuck an einen Goldschmied in Chiavenna. Später gelangten  zehn Münzen zurück nach Graubünden in das Rätische Museum in Chur, ein anderer Teil nach Zürich in das dortige Landesmuseum.
In Vaznoz nahe bei Burvagn stand ein Galgen der spätmittelalterlichen und frühneuzeitlichen Gerichtsgemeinde Oberhalbstein. Seine Reste wurden 1830 entdeckt.

## Kirche
Die Kapelle steht unter dem Patrozinium des Valentin von Rätien und wird 1583 ersturkundlich erwähnt. Nach den Bündner Wirren wurde sie 1662 durch die Surseser Kapuzinermission im Barockstil neuerrichtet und am 24. Juni 1663 geweiht.